# GUITARHYTHM IV
『GUITARHYTHM IV』（ギタリズム・フォー）は、日本のミュージシャンである布袋寅泰の4枚目のアルバムである。

## 背景
オリジナルのスタジオアルバムでは4作目。このアルバムをもって『GUITARHYTHM』名義のプロジェクトは一旦終了した。
1993年7月に「ロンドンに行ってくる。今回はレコーディングの予定はまったくない。曲が出来てもデモテープは作らない。曲が出来るまでは戻ってくる気はない」と宣言し単身渡英。ノッティングヒルにフラットを借りて生活する中、アコースティックギター1本で全楽曲のデモを完成させた。この時期に布袋はスペインやアムステルダム、ジャマイカをはじめ様々な土地への旅も経験しており、後のインタビューで「作ろうと思って作った曲は1曲もない。ロンドンでの生活や旅の経験がなければ出来なかったものばかりだから」と語っている。
ある程度の方向性を決めてから楽曲作りを始めたこれまでの作品とは異なり、「ノーコンセプト」として始動したアルバムである。GUITARHYTHM本来のコンセプトである「ギターとコンピューターの融合」から離れ、アルバム全体がバンドサウンドを主体として構築されている。またこれまでのソロ・キャリアでは意図的に抑えてきたメロディアスなサウンドを、本作ではある程度取り入れている。インタビュー上では「BOØWY然りCOMPLEX然り、基本的にメロディが湧いてくるタイプなんだけど、サウンド・コラージュというコンセプトがまずあったから『GUITARHYTHM III』まではそういうのを殺してきた部分もあった。今回は言葉とメロディ、歌が流れていくようにって思えたんで、素直にメロディも昇華してると思う」とされている。
現在のところ、全曲布袋が作詞を手掛けた唯一のアルバムである。「今回は詞と曲を一緒に書きたいと思っていた。書きたいことがけっこうあったし、第三者に依頼する以前にデモの段階で歌詞が出てきた」と布袋は語っている。
本作の完成後のインタビューで布袋は「新たな布袋寅泰の予感」を告げており、翌年には『GUITARHYTHMプロジェクト』に幕を下ろし、さらなる新たなサウンドへと挑んでいくことになる。

## 録音
レコーディングにはピーター・ガブリエルが所有するリアルワールド・スタジオが使用された。
前述の通りデモテープは一切制作させていない。『GUITARHYTHM ACTIVE FLY INTO YOUR DREAM』からのバンドメンバーである成田忍、浅田孟、小森茂生、椎野恭一をロンドンへ呼び寄せ、彼らの前でデモを演奏した後、アレンジに取り掛かり、形が決まったらメンバー全員でスタジオに入り、一発録りに近い感じでレコーディングといった手法で制作は進められた。レコーディング時にはスタジオの照明を落とし、蝋燭だけを灯して演奏したという。
本作で布袋はリズムギタリストに徹しており、「リズムパートとソロは布袋、リードパートは成田」という役割分担が成されている。
また布袋は、ロンドンでの生活中にフェンダー・テレキャスター・カスタムとマッチレスの「DC-30」を手に入れており、レコーディングとツアーのメイン機材として使用された。「DC-30」はブライアン・メイが使用していた物を譲り受けており、以後長らくメイン・アンプのひとつとして定着していく。
BOØWYやCOMPLEXを始め、ソロ作品でも前作『GUITARHYTHM III』まで布袋のアルバムに携わってきたエンジニアのマイケル・ツィマリングが本作には参加しておらず、クイーンやデヴィッド・ボウイなどを手掛けたデイヴィッド・リチャーズ がミックスを担当している。

## リリース
1994年6月1日に東芝EMIのイーストワールドレーベルよりコンパクトディスクでリリースされた。
予約生産限定盤としてLP盤も8月24日にリリースされており、前作と同様に曲順がCD盤とは異なっている他、ボーナストラックとして1曲追加されている。
後に収録曲のうち6曲のミュージック・ビデオを収録したビデオ『SERIOUS CLIPS』（1994年）もリリースされた。

## アートワーク
ジャケットワークはデヴィッド・ボウイのアルバム『ジギー・スターダスト』にインスパイアされたもの。後ろ向きで振り返っている布袋と仁王立ちする布袋は「これまでの布袋寅泰」と「これからの布袋寅泰」を表現している。また濡れた地面に写っている二人の布袋の姿が「IV」の形になっている。
撮影は前作と同じく久保木浚介が担当。
撮影は晴れた日の夜に行われ、濡れた地面は水を撒いたものである。2人の布袋の後ろに見える白煙はスモークマシンを焚いており、使用中に近所の住人が「何だ？何だ？」と心配して出てきたという。また、右上の「GUITARHYTHM IV」のネオンはCGで作成したものである。

## ツアー
本作を受けての全国ライブツアーは『GUITARHYTHM SERIOUS? TOUR』と題し、1994年6月10日の渋谷公会堂を皮切りに、27都市44公演を行っている。全公演がホール規模の会場にて行われた。
また、追加公演として『GUITARHYTHM SERIOUS! CLIMAX ARENA TOUR』と題し、11月21日の大阪城ホールを皮切りに5都市9公演が行われている。こちらは全公演がアリーナ規模の会場で行われた。このツアーから、最終日となった12月19日の日本武道館公演がライブ・ビデオ『GUITARHYTHM SERIOUS! CLIMAX』（1995年）としてリリースされた。
両ツアー共に、バンドメンバーは前ツアーと同じく成田忍、浅田孟、椎野恭一、小森茂生が務めた。

## 収録曲

### CD盤
| 全作詞: 布袋寅泰。 |                         |           |            |                      |      |
| #                  | タイトル                | 作詞      | 作曲       | 編曲                 | 時間 |
| 1.                 | 「TIME HAS COME」       | 布袋寅泰  | Simon Hale | Simon Hale           | 1:54 |
| 2.                 | 「SERIOUS?」            | 布袋寅泰  | 布袋寅泰   | 布袋寅泰             | 3:50 |
| 3.                 | 「SURRENDER」           | 布袋寅泰  | 布袋寅泰   | 布袋寅泰             | 6:10 |
| 4.                 | 「薔薇と雨」            | 布袋寅泰  | 布袋寅泰   | 布袋寅泰・Simon Hale | 3:31 |
| 5.                 | 「気まぐれ天使」        | 布袋寅泰  | 布袋寅泰   | 布袋寅泰             | 5:29 |
| 6.                 | 「INTERMISSION」        | 布袋寅泰  | 布袋寅泰   | 布袋寅泰             | 3:05 |
| 7.                 | 「SIREN」               | 布袋寅泰  | 布袋寅泰   | 布袋寅泰             | 5:08 |
| 8.                 | 「OUTSIDER」            | 布袋寅泰  | 布袋寅泰   | 布袋寅泰             | 3:51 |
| 9.                 | 「さらば青春の光」      | 布袋寅泰  | 布袋寅泰   | 布袋寅泰             | 5:04 |
| 10.                | 「ESCAPE」              | 布袋寅泰  | 布袋寅泰   | 布袋寅泰             | 4:25 |
| 11.                | 「RUN BABY RUN」        | 布袋寅泰  | 布袋寅泰   | 布袋寅泰             | 6:39 |
| 12.                | 「GUITARHYTHM FOREVER」 | 布袋寅泰  | 布袋寅泰   | 布袋寅泰             | 2:52 |
| 合計時間:          | 合計時間:               | 合計時間: | 合計時間:  | 51:59                |      |

### LP盤
| 全作詞: 布袋寅泰。 |                   |          |            |                      |      |
| #                  | タイトル          | 作詞     | 作曲       | 編曲                 | 時間 |
| 1.                 | 「TIME HAS COME」 | -        | Simon Hale | Simon Hale           | 1:54 |
| 2.                 | 「SERIOUS?」      | 布袋寅泰 | 布袋寅泰   | 布袋寅泰             | 3:50 |
| 3.                 | 「RUN BABY RUN」  | 布袋寅泰 | 布袋寅泰   | 布袋寅泰             | 6:39 |
| 4.                 | 「SURRENDER」     | 布袋寅泰 | 布袋寅泰   | 布袋寅泰             | 6:10 |
| 5.                 | 「気まぐれ天使」  | 布袋寅泰 | 布袋寅泰   | 布袋寅泰             | 5:29 |
| 6.                 | 「薔薇と雨」      | 布袋寅泰 | 布袋寅泰   | 布袋寅泰・Simon Hale | 3:31 |

| #   | タイトル                 | 作詞         | 作曲         | 編曲     | 時間 |
| --- | ------------------------ | ------------ | ------------ | -------- | ---- |
| 7.  | 「INTERMISSION」         | 布袋寅泰     | 布袋寅泰     | 布袋寅泰 | 3:05 |
| 8.  | 「SIREN」                | 布袋寅泰     | 布袋寅泰     | 布袋寅泰 | 5:08 |
| 9.  | 「OUTSIDER」             | 布袋寅泰     | 布袋寅泰     | 布袋寅泰 | 3:51 |
| 10. | 「CRYING IN THE CHAPEL」 | ARTHUR GLENN | ARTHUR GLENN | 布袋寅泰 | 3:34 |
| 11. | 「さらば青春の光」       | 布袋寅泰     | 布袋寅泰     | 布袋寅泰 | 5:04 |
| 12. | 「ESCAPE」               | 布袋寅泰     | 布袋寅泰     | 布袋寅泰 | 4:25 |
| 13. | 「GUITARHYTHM FOREVER」  | -            | 布袋寅泰     | 布袋寅泰 | 2:52 |

## 曲解説
1. TIME HAS COME
楽曲自体は布袋がピアノで作曲したものだが、クレジット上の作曲者はオーケストラ・アレンジメントを手掛けたサイモン・ヘイルとなっている。布袋曰く「ピアノのみの世界をこれだけ大きくしたのはアレンジを超えたものだと思って、彼のクレジットにした」とのこと[2]。
後にビョークやオアシス、ジャミロクワイ、スーパーグラスなど多くのミュージシャンのオーケストラ・アレンジメントを手掛けることになるヘイルだが、この楽曲がフル・オーケストラの初仕事だったとのことである[2]。ヘイルは後の布袋作品にも多数関わっており、2007年に行われた『MTV UNPLUGGED 布袋寅泰 supported by music.jp』にはピアニストとして、2012年の『GREATEST SUPER LIVE GUITAR×SYMPHONY HOTEI with THE ORCHESTRA World Premiere』にも指揮者及びピアニストとして参加している。なお後者のライブで、本楽曲が1曲目に演奏された。
2. SERIOUS?
デモの時点では『POSITIVE?』という仮タイトルだった。[4]
PVには布袋以外のバンドメンバーも全員出演している。
3. SURRENDER
7枚目のシングル曲。アルバムバージョンで収録されており、シングルとはコーラス・アレンジ等が異なる。
中盤のギターソロは2つのコードのみを駆使して構成されている。布袋曰く「逆転の発想で弾かない動かないギターソロ、一音だけのギターソロというのを演ってみたかった。その一音がリズムと共に高揚していって羽ばたいていくような。自分の好きな音を乗せていったらこういう展開になった[5]」。
4. 薔薇と雨
本作の中でも布袋が特に思い入れの強い楽曲と語っている[2]。
後に8枚目のシングルとしてリリースされた。詳細は「薔薇と雨」の項を参照。
5. 気まぐれ天使
6. INTERMISSION
ストリングスのイントロから始まるバラードナンバー。
歌詞はスペインのマラガ県を旅していた際に出てきたもの[2]。「地球の縁に腰かけて 生命がけの暇つぶし」の一節は、前年上梓した著書「よい夢を、おやすみ。」の帯に記載されている。
7. SIREN
花田裕之に提供した楽曲のセルフカバー。
8. OUTSIDER
9. さらば青春の光
テレビドラマ『課長さんの厄年』（TBS系列）の主題歌になった、6枚目のシングル曲。アルバムバージョンで収録。
「さらば青春の光」の項も参照。
10. ESCAPE
7枚目のシングル「サレンダー」のカップリング曲。アルバムバージョンで収録。
突如思い立ち、夜行列車でバースまで旅に出て現地のホテルで作った楽曲である[1]。
PVはスペインで撮影された。
ベストアルバム『B-SIDE RENDEZ-VOUS』に新録の「ESCAPE '99」が収録されている。
11. RUN BABY RUN
12. GUITARHYTHM FOREVER

## スタッフ・クレジット

### 参加ミュージシャン
- 布袋寅泰 - ギター、ボーカル
- 椎野恭一 - ドラムス、パーカッション、バッキングボーカル
- 浅田孟 - ベース、バッキングボーカル
- 成田忍 - ギター、バッキングボーカル
- 小森茂生 - キーボード、バッキングボーカル

- SIMON HALE - オーケストラアレンジメント、ピアノ（M：12）
- GAVYN WRIGHT - オーケストラリーダー
- JEFF PATTERSON - バッキングボーカル（M：3, 10）
- DAWN KNIGHT - バッキングボーカル（M：3, 10）
- LENNY ZAKATEK（英語版） - バッキングボーカル（M：11）

### スタッフ
- 布袋寅泰 - プロデューサー
- DAVID RICHARDS（英語版） - ミックス・エンジニア
- JOHN "TEDDY BEAR" BROUGH - レコーディング・エンジニア（オーケストラ・トラックを除く）
- JOHN GALLEN - レコーディング・エンジニア（オーケストラ・トラックのみ）
- 今井邦彦 - レコーディング・エンジニア（「ESCAPE」のみ）
- JAMES CADSKY (REAL WORLD STUDIO) - アシスタント・エンジニア
- ASHLEY ALEXANDER (ABBEY ROAD STUDIO) - アシスタント・エンジニア
- JAKE DAVIES (WHITFIELD STUDIO) - アシスタント・エンジニア
- DOMINIK TARQUA (MOUNTAIN STUDIO) - アシスタント・エンジニア
- KEVIN METCALFE - マスタリング・エンジニア

- 関口“ワンワン”みつのぶ (TOY BOX PUBLISHERS) - A&Rディレクター，アーティスト・マネージャー
- 広瀬哲（東芝EMI） - A&Rディレクター
- 近藤雅信（東芝EMI） - A&Rスーパーバイザー
- HIDEHITO "VERVE" SATAKE - 音楽機材
- SHOHEI KODAKE (LEO MUSIC) - 音楽機材
- LENNY ZAKATEK - プロダクション・マネージメント（ロンドン）
- JULIAN COPPING - プロダクション・マネージメント（ロンドン）
- LEON MARC (IRc2 LONDON Ltd)  - プロダクション・マネージメント（ロンドン）
- KAZUMI TAKAHASHI - プロダクション・アシスト
- ETSUKO CHIBA - プロダクション・アシスト
- MIKA SUGIMOTO - プロダクション・アシスト
- MAKIKO AOYAMA (TOY BOX PUBLISHERS) - プロダクション・アシスト
- TSUYOSHI NAKADA - 広告スタッフ
- CHIAKI KUSAMA（IRc2コーポレーション） - 広告スタッフ
- MASA YAMADA - 広告スタッフ
- HISANORI KATO - 広告スタッフ
- MOTO KITSUKAWA - 広告スタッフ
- RIE TAIRA（東芝EMI） - 広告スタッフ

- 永石勝 - アート・ディレクター
- 久保木俊介 - 写真撮影
- HIROYUKI YABE - コンピュータグラフィックス
- AKIRA MAEDA - 写真撮影助手
- CHIEKO MATSUMOTO - スタイリスト
- KOJI YASUDA (showboat inc.) - 衣装
- 川野晶子 - ヘアー、メイク・アップ
- TOSHIAKI UESUGI - デザイン
- IRc2コーポレーション - マネージメント
- 糟谷銑司 (TOY BOX PUBLISHERS) - エグゼクティブ・プロデューサー
- 石坂敬一（東芝EMI） - エグゼクティブ・プロデューサー

## リリース履歴
| No. | 日付           | レーベル                              | 規格   | 規格品番   | 最高順位 | 備考                                                                              |
| --- | -------------- | ------------------------------------- | ------ | ---------- | -------- | --------------------------------------------------------------------------------- |
| 1   | 1994年6月1日   | 東芝EMI／イーストワールド             | CD     | TOCT-8370  | 2位      |                                                                                   |
| 2   | 1994年8月24日  | 東芝EMI／イーストワールド             | LP     | TOJT-8370  | -        | 曲順がCD版と異なる、ボーナストラック1曲収録                                       |
| 3   | 2000年12月13日 | 東芝EMI／アストロノーツスター         | CD     | AJCH-30007 | -        | デジタルリマスタリング盤                                                          |
| 4   | 2008年12月24日 | EMIミュージック・ジャパン／ヴァージン | SHM-CD | TOCT-95005 | 52位     | 2000年デジタルリマスタリング盤、紙ジャケット仕様、『GUITARHYTHM BOX』でのリリース |